# Mochsogolloch
Mochsogolloch (russisch Мохсоголло́х; jakutisch Мохсоҕоллоох) ist eine Siedlung städtischen Typs in der Republik Sacha (Jakutien) in Russland mit 6698 Einwohnern (Stand 14. Oktober 2010).

## Geographie
Der Ort liegt etwa 80 km Luftlinie südsüdwestlich der Republikhauptstadt Jakutsk am linken Ufer der dort knapp 3 km breiten Lena.
Mochsogolloch gehört zum Ulus Changalasski  und befindet sich 13 km südwestlich von dessen Verwaltungszentrum Pokrowsk. Die Siedlung ist Sitz und einzige Ortschaft  der Stadtgemeinde (gorodskoje posselenije) Possjolok Mochsogolloch.

## Geschichte
Die Siedlung wurde 1958 im Zusammenhang mit der beginnenden Errichtung eines Zementwerkes gegründet. Seit 1964 besitzt Mochsogolloch den Status einer Siedlung städtischen Typs. Ihr Name steht im Jakutischen für Ort, an dem Falken leben.

### Bevölkerungsentwicklung
| Jahr | Einwohner |
| ---- | --------- |
| 1970 | 2397      |
| 1979 | 4306      |
| 1989 | 6849      |
| 2002 | 7181      |
| 2010 | 6698      |

Anmerkung: Volkszählungsdaten

## Wirtschaft und Verkehr
Ortsbildendes Unternehmen ist das 1971 eröffnete Zementwerk, das heute von der OAO Jakutzement (Tochter von Wostokzement) betrieben wird und das bedeutendste in der Republik ist.
Mochsogolloch wird nördlich von der Regionalstraße R501 umgangen, die von Jakutsk über Pokrowsk kommend noch etwa 20 km weiter das linke Lenaufer aufwärts über Bestjach nach Bulgunnjachtach führt. Es besteht Fährverbindung nach Katschikatzy am rechten Lenaufer, wo die Fernstraße A360 Lena von Newer nach Nischni Bestjach bei Jakutsk verläuft (bisher M56, Nummer noch bis 2017 alternativ in Gebrauch).